# Locomotiva LVCI 1-50, 155-164
Le locomotive 1–50 e 155–164 della Imperial-regia società privilegiata delle strade ferrate lombardo-venete e dell'Italia Centrale (LVCI) erano due serie di locomotive a vapore di rodiggio 1-1-1, molto simili fra loro, costruite rispettivamente dalla Robert Stephenson and Company e dalla Beyer-Peacock per l'esercizio sulle ferrovie del Regno Lombardo-Veneto.

## Storia
Le due serie di locomotive entrarono in servizio fra il 1857 e il 1858.
Nel 1859, in seguito alla prima guerra d'indipendenza, la rete LVCI fu divisa in una parte lombarda (la Lombardia fu annessa al Regno di Sardegna) e in una veneta (il Veneto rimase possedimento dell'Impero austriaco). Così le locomotive 1–50 furono divise nelle serie LOMB 1–35 e VEN 1–15, mentre le 155–164 furono tutte assegnate alla metà veneta con numeri 16–25.
Nel 1865, alla costituzione delle Strade Ferrate dell'Alta Italia, le macchine lombarde confluirono nel parco di questa società, venendo riclassificate SFAI 31–65.
L'anno successivo, in seguito alla terza guerra d'indipendenza, che ebbe come risultato l'annessione del Veneto al Regno d'Italia, anche le 25 macchine venete confluirono nel parco SFAI, con numeri 66–90.
La SFAI demolì 10 macchine nel 1874, e ne trasformò altre 10 a rodiggio 1-2-0, dando origine alla serie 301–311.
Nel 1885, con la creazione delle grandi reti nazionali, le locomotive vennero spartite fra la Rete Adriatica e la Rete Mediterranea; la RA ebbe 22 esemplari, tutti di costruzione Robert Stephenson and Company, classificati nel gruppo 3 con numeri 31–52; la RM ebbe tutti gli esemplari di costruzione Beyer, Peacock and Company, numerati 501–510, e 8 esemplari Stephenson, numerati 511–518.
Nel 1905, alla costituzione delle Ferrovie dello Stato, erano ancora in esercizio 8 esemplari, classificati nel gruppo 102: 4 unità Stephenson, numerate 1021–1024, e 4 Beyer-Peacock, numerate 1025–1028. Tutte le locomotive vennero radiate prima del 1910.
La locomotiva 1022 venne esposta all'Esposizione internazionale di Torino (1911), con marcatura SFAI 85 "Nembo", insieme ad altre locomotive più recenti, per documentare l'evoluzione della tecnica ferroviaria in Italia; al termine dell'Esposizione anche tale macchina fu demolita.

### Riepilogo delle classificazioni
| Costruttore                              | 1857         | 1859               | 1865/66               | 1885             | 1905         |
| ---------------------------------------- | ------------ | ------------------ | --------------------- | ---------------- | ------------ |
| Robert Stephenson and Company (50 unità) | LVCI 1–50    | LOMB 1–35 VEN 1–15 | SFAI 31–65 SFAI 66–80 | RA 3, RM 511–518 | FS 1025–1028 |
| Beyer, Peacock and Company (10 unità)    | LVCI 155–164 | VEN 16–25          | SFAI 81–90            | RM 501–510       | FS 1021–1024 |